# Eldorado
För andra betydelser, se Eldorado (olika betydelser).

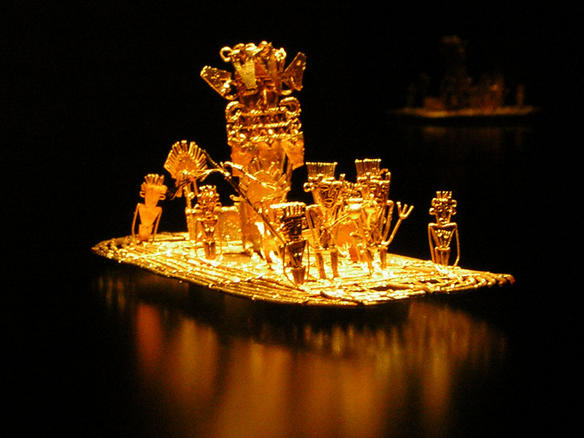
Guldflotten från Eldorado, ett arkeologiskt fynd från Colombia.

Eldorado (spanska el dorado ”den förgyllde”) är en mytologisk utopi som är placerad någonstans i Sydamerika och fylld av rikedomar och guld. Myten uppstod hos och spreds av de spanska conquistadorerna på 1500-talet och bidrog till att locka mängder av expeditioner till Sydamerika. Förmodligen är ursprunget till myten en indiansk ritual där den nye hövdingen pudras med guldstoft vid sitt tillträde – därav namnet.

## Myten
Det sägs att sägnen föddes när de spanska conquistadorerna kom till Peru på 1500-talet.
Spanjorerna trodde knappt sina ögon när de såg Inkarikets skatter. Templens guldtäckta väggar fick spanjorerna att drömma och fantisera om mer – om en hel stad, ett berg eller en sjö täckt av guld. Myten om El Dorado spreds till Spanien och Europa och lockade en mängd lycksökare.

### Offergåvor i form av guld
Myten om Eldorado har sin upprinnelse i den ritual som utfördes av muiscafolket i nuvarande Colombia. Den tillträdande hövdingen lät pudra sin kropp med guldstoft, därav det spanska uttrycket "el dorado" den förgyllde. Hövdingen seglade sedan ut på sjön Laguna Guatavita, där han under en ceremoni sköljde av sig guldet. Riten upphörde att utövas ungefär 1480, men ryktet nådde de spanska erövrarna kring 1530.
Många expeditioner kom till Sydamerika för att söka efter El Dorado, men ingen lyckades. Under 1530-talet hittades en del guld i områden där det också fanns salt. Saltet sades vara nyckeln till guldet och 1545 gjordes ett försök att få upp guld ur Laguna Guatavita, som ligger högt upp i Anderna. Under tre månader arbetade man för att tömma sjön på vatten. En del guld hittades, men inte så mycket som guldsökarna hoppats på.
Jakten på El Dorado har kostat många människoliv och området är numera skyddat. Det hindrar inte att myten om skatten lever vidare och att många drömmer om att hitta den guldfyllda sjön eller den förgyllda staden.

## Kultur
I Voltaires roman Candide besöker huvudpersonen i ett kapitel Eldorado. Den gyllene mannen förekommer i serien På jakt efter magentamärket. Hela handlingen i spelet Uncharted: Drake's Fortune handlar om kampen att hitta Eldorado.
Eldorado omnämns och spelar huvudrollen i olika filmer, bland annat i Vägen till El Dorado och i Indiana Jones och Kristalldödskallens rike.

## Mera läsning
Gustaf Bolinder, Mot det hägrande Eldorado – Bragder och äventyr från Sydamerikas upptäcktstid, Åhlén & Åkerlund (1928)